# Po stronie brata
Po stronie brata (Personal Effects) – kanadyjski kryminał z roku 2005.

## Obsada
- Penelope Ann Miller - Bonnie Locke
- Casper Van Dien - Chris Locke
- Samantha Ferris - Gail Feldman
- Cassandra Sawtell - Katie Feldman
- William MacDonald - Arthur Stowell
- Laura Mennell - Nicole Forester
- Mike Kopsa – inspektor Brewster
- Benita Ha – urzędniczka
- Joe Maffei - Lanlord
- Christopher Judge - Nate Wall
- Chris Gauthier - Penny
- James Lafazanos - Marty Gelman
- Kathryn Kirkpatrick - Rachel Kern
- Jennifer Kitchen - Betsy

## Opis fabuły
W Astorii znika ochroniarz Chris. Jego siostra, prawniczka Bonnie, postanawia go odnaleźć. Pracownik firmy, w której zatrudniony był Chris, sugeruje, że zaginiony mógł coś ukraść. Gdy córeczka Chrisa wspomina, że czuje się obserwowana, Bonnie prosi niedawno poznaną fotografkę Nicole Forester o obserwowanie dziewczynki i osób, które są w jej pobliżu. 
Policja odnajduje samochód Chrisa ze spalonymi zwłokami wewnątrz. Mimo to Bonnie kontynuuje śledztwo.